# Tuomas Harjula
Tuomas Harjula (ur. 8 czerwca 1998 w Tuusuli) – fiński biathlonista i biegacz narciarski, olimpijczyk z Pekinu 2022.
Mieszka w Vuokatti.

## Kariera
Początkowo grał w hokeja na lodzie, następnie zmienił dyscyplinę na biegi narciarskie. Od 2012 uprawia także biathlon.
W narciarstwie biegowym trzykrotnie wziął udział w mistrzostwach Finlandii (2017, 2018 i 2021). Jego największym sukcesem w tych zawodach jest 70. miejsce w 2018. W 2021 zakończył karierę narciarza biegowego.
Znacznie lepsze wyniki osiągał w biathlonie. Na arenie międzynarodowej zadebiutował podczas Zimowych Igrzysk Olimpijskich Młodzieży 2016. W 2021 po raz pierwszy zakwalifikował się na mistrzostwa świata seniorów. W 2022 wystąpił na igrzyskach olimpijskich.

## Osiągnięcia

### Zimowe igrzyska olimpijskie
| Rok  | Miejscowość | Konkurencje | Konkurencje | Konkurencje | Konkurencje | Konkurencje | Konkurencje | Konkurencje |
| Rok  | Miejscowość | IN          | SP          | PU          | MS          | RL          | MR          | SR          |
| ---- | ----------- | ----------- | ----------- | ----------- | ----------- | ----------- | ----------- | ----------- |
| 2022 | Pekin       | 81.         | 92.         | –           | –           | 17.         | –           | nd.         |

### Mistrzostwa świata
| Rok  | Miejscowość          | Konkurencje | Konkurencje | Konkurencje | Konkurencje | Konkurencje | Konkurencje | Konkurencje |
| Rok  | Miejscowość          | IN          | SP          | PU          | MS          | RL          | MR          | SR          |
| ---- | -------------------- | ----------- | ----------- | ----------- | ----------- | ----------- | ----------- | ----------- |
| 2021 | Pokljuka             | 64.         | 46.         | 26.         | –           | 19.         | 13.         | –           |
| 2023 | Oberhof              | 41.         | 111.        | –           | –           | 10.         | 11.         | –           |
| 2024 | Nové Město na Moravě | –           | –           | –           | –           | –           | 20.         | –           |

### Mistrzostwa Europy
| Rok  | Miejscowość          | Konkurencje | Konkurencje | Konkurencje | Konkurencje | Konkurencje | Konkurencje | Konkurencje |
| Rok  | Miejscowość          | IN          | SP          | PU          | MS          | RL          | MR          | SR          |
| ---- | -------------------- | ----------- | ----------- | ----------- | ----------- | ----------- | ----------- | ----------- |
| 2024 | Osrblie              | 31.         | 22.         | 27.         | nd.         | nd.         | 11.         | –           |
| 2025 | Martell-Val Martello | 35.         | 67.         | –           | nd.         | –           | nd.         | nd.         |

### Mistrzostwa świata juniorów

#### Junior młodszy
| Rok  | Miejscowość      | Konkurencje | Konkurencje | Konkurencje | Konkurencje | Konkurencje | Konkurencje | Konkurencje |
| Rok  | Miejscowość      | IN          | SP          | PU          | MS          | RL          | MR          | SR          |
| ---- | ---------------- | ----------- | ----------- | ----------- | ----------- | ----------- | ----------- | ----------- |
| 2016 | Cheile Grădiştei | 11.         | 44.         | 33.         | nd.         | 7.          | nd.         | nd.         |
| 2017 | Osrblie          | 8.          | 11.         | 5.          | nd.         | 6.          | nd.         | nd.         |

#### Junior
| Rok  | Miejscowość | Konkurencje | Konkurencje | Konkurencje | Konkurencje | Konkurencje | Konkurencje | Konkurencje |
| Rok  | Miejscowość | IN          | SP          | PU          | MS          | RL          | MR          | SR          |
| ---- | ----------- | ----------- | ----------- | ----------- | ----------- | ----------- | ----------- | ----------- |
| 2018 | Otepää      | 47.         | 30.         | 41.         | nd.         | dnf.        | nd.         | nd.         |
| 2019 | Osrblie     | 23.         | 79.         | –           | nd.         | 7.          | nd.         | nd.         |
| 2020 | Lenzerheide | 32.         | 66.         | –           | nd.         | 13.         | nd.         | nd.         |

### Zimowe igrzyska olimpijskie młodzieży
| Rok  | Miejscowość | Konkurencje | Konkurencje | Konkurencje | Konkurencje | Konkurencje | Konkurencje | Konkurencje |
| Rok  | Miejscowość | IN          | SP          | PU          | MS          | RL          | MR          | SR          |
| ---- | ----------- | ----------- | ----------- | ----------- | ----------- | ----------- | ----------- | ----------- |
| 2016 | Lillehammer | nd.         | 11.         | 7.          | nd.         | nd.         | dnf.        | 10.         |

### Puchar Świata

#### Miejsca w klasyfikacji generalnej
| Sezon     | Miejsce           |
| --------- | ----------------- |
| 2019/2020 | niesklasyfikowany |
| 2020/2021 | 62.               |
| 2021/2022 | 104.              |
| 2022/2023 | 41.               |
| 2023/2024 | niesklasyfikowany |
| 2024/2025 | 84.               |